# Лебедево (станция)
Ле́бедево — железнодорожная станция Приволжской железной дороги на линии Анисовка — Урбах.
Ближайшие станции Анисовка и Безымянная.

## История
Сооружена (первоначально как разъезд) в 1894 году в результате строительства линии Покровская Слобода — Уральск, Рязано-Уральской железной дороги.
Открытие движения началось с узкоколейной шириной колеи (колея 0,469 сажени или 1000 мм.) Покровско-Уральской линии (протяженностью около 396 вёрст) 25 октября (7 ноября) 1894 года.
Название получила от находящегося поблизости хутора Лебедев.